# Kajetana Snopek
Kajetana Marta Snopek (ur. 30 maja 1966 w Sosnowcu) – polska elektronik, doktor habilitowany nauk technicznych. Specjalizuje się w analizie sygnałów wielowymiarowych, teorii sygnałów i teorii systemów. Adiunkt Wydziału Elektroniki i Technik Informacyjnych Politechniki Warszawskiej.

## Życiorys
Absolwentka I Liceum Ogólnokształcącego im. Leona Kruczkowskiego w Tychach (1984). W latach 1984–1986 studiowała na wydziale inżynierii lądowej na École Nationale d’Ingénieurs de Gabès w Tunezji, a następnie, po powrocie do Polski, rozpoczęła studia na Wydziale Fizyki Technicznej i Matematyki Stosowanej Politechniki Warszawskiej. Magistrem została w 1991 i w tym samym roku została zatrudniona w Instytucie Radioelektroniki Politechniki Warszawskiej. Studia doktoranckie rozpoczęła w 1997 na Wydziale Elektroniki i Technik Informacyjnych PW, a stopień doktora uzyskała w 2002 na podstawie pracy zatytułowanej Rozkłady klasy Cohena sygnałów wielowymiarowych i ich zastosowania przygotowanej pod kierunkiem Stefana Hahna. Od 1999 do 2004 brała udział w projektach Komitetu Badań Naukowych. Habilitowała się w 2014, a w 2019 została Zastępcą Dyrektora ds. Naukowych Instytutu Radioelektroniki i Technik Multimedialnych.
Członkini Instytutu Inżynierów Elektryków i Elektroników. W swojej działalności naukowej skupia się na teorii sygnałów zespolonych i hiperzespolonych oraz czasowo-częstotliwościowych metodach analizy sygnałów. Swoje prace publikowała w czasopismach takich jak „Bulletin of the Polish Academy of Sciences: Technical Sciences”, „IEEE transactions on signal processing", „Electronics and Telecommunications Quaterly" czy „World Sientific and Engineering Academy and Society Transactions on Computers".